# 井上大輔
井上 大輔（いのうえ だいすけ、本名及び旧芸名：井上 忠夫（いのうえ ただお）、1941年9月13日 - 2000年5月30日）は、日本のミュージシャン、作曲家。東京都出身。日本大学豊山高等学校、日本大学芸術学部卒業。

## 略歴
1963年、ジャズ喫茶で演奏中、ジャッキー吉川・大橋道二にスカウトされジャッキー吉川とブルー・コメッツに参加、リード・ヴォーカル、フルート、サックスを担当。作曲も行い、「青い瞳」「ブルー・シャトウ」などの曲を書いてヒットさせた。なお、ブルコメ参加時に寺内タケシの勧めでそれまでしていたメガネからコンタクトレンズに変えている。1972年のメンバーチェンジ（実質的な解散）後、作曲家に転身。「学園天国」「ランナウェイ」など、数多くのヒット曲を放った。
1981年、本名の井上忠夫から「井上大輔」に改名。ジャッキー吉川とブルー・コメッツ再結成に参加した時期でもあり、「元GSというレッテルから離れ、一から出直す」という意図もあったとされている。なお「大輔」は、かねてからの愛称「大ちゃん」に由来（ロカビリー時代に内田裕也がとっさに「井上ダイスケ」と誤って紹介したことがきっかけ）。
日大芸術学部の同級生で友人の富野喜幸（現・富野由悠季）の頼みで手掛けた劇場版『機動戦士ガンダム』シリーズの主題歌「哀・戦士」（第2作）、「めぐりあい」（第3作）や、コカ・コーラのCM曲「I FEEL COKE」などのソロ作品がヒットした。富野によると、大学時代の井上はブルー・コメッツとして活動していた経緯から稀にしか通学せず、常に上下白のスーツを着用して授業には顔を出さず、軽音部や応援団の溜まり場に入り浸っていたという。
サックス・プレイヤーとして、山下達郎の「悲しみのJODY」「スプリンクラー」などに参加したほか、1969年の第20回NHK紅白歌合戦では紅組トリを務めた美空ひばりが歌唱した『別れてもありがとう』のサックス演奏で出演している。
2000年5月30日、病気がちの妻の看病疲れや、3月に手術した網膜剥離の術後の経過が思わしくないことを苦に自宅で自殺。58歳没。同年12月1日、堺正章や内田裕也らが音頭を取り、赤坂ACTシアターで『井上忠夫音楽葬』が公開され、TBS系列で『20世紀! 名曲黄金時代スペシャル 〜井上忠夫音楽葬〜』のタイトルで放送された。
なお翌年の2001年9月15日、自宅内で妻の遺体が発見される（51歳没）。首にひもが巻き付いた状態で死後数か月経過しており、その状況から自殺と断定された。
2002年、5月25日に平塚市の土屋霊園で妻と共に納骨。5月30日に三回忌法要が執り行われた。

## エピソード
- 劇場版『機動戦士ガンダム』シリーズの第2作目の主題歌については、井上から当時所属していたキングレコードに歌唱の申し出があり、監督の富野喜幸が了承して起用がされた経緯があり、打ち合わせで井上は富野自作の作詞を渡され、富野が「これ歌になる？」と質すと、「なるよ！」と即答し、「うん、これで良いよ、この詞でいく」と1文字も替えることなくOKを出したという。富野は後に、自身の楽曲方針について「井上大輔が真っ当な路線に戻してくれた」と感謝の言葉を述べている[7]。

## 出演
- 音楽ってなんだ!（エフエム東京）

## ディスコグラフィ

### シングル
| 発売日                  | 規格           | 規格品番       | 面             | タイトル                                    | 作詞                              | 作曲           | 編曲           |
| 井上忠夫名義            | 井上忠夫名義   | 井上忠夫名義   | 井上忠夫名義   | 井上忠夫名義                                | 井上忠夫名義                      | 井上忠夫名義   | 井上忠夫名義   |
| キングレコード          | キングレコード | キングレコード | キングレコード | キングレコード                              | キングレコード                    | キングレコード | キングレコード |
| ----------------------- | -------------- | -------------- | -------------- | ------------------------------------------- | --------------------------------- | -------------- | -------------- |
| 1976年5月5日            | EP             | GK-7           | A              | 水中花                                      | 阿久悠                            | 井上忠夫       | 井上忠夫       |
| 1976年5月5日            | EP             | GK-7           | B              | 流れ雲                                      | 阿久悠                            | 井上忠夫       | 井上忠夫       |
| 1977年                  | EP             | GK-80          | A              | 青春三文オペラ                              | 阿久悠                            | 井上忠夫       | 井上忠夫       |
| 1977年                  | EP             | GK-80          | B              | われらの時代                                | 阿久悠                            | 井上忠夫       | 井上忠夫       |
| 1978年                  | EP             | GK-156         | A              | 男と女の星座                                | 伊奈洸                            | 井上忠夫       | 井上忠夫       |
| 1978年                  | EP             | GK-156         | B              | 君に捧げんサヨナラを                        | 伊奈洸                            | 井上忠夫       | 井上忠夫       |
| 井上忠夫と5110･BAND名義 |                |                |                |                                             |                                   |                |                |
| ジャパンレコード        |                |                |                |                                             |                                   |                |                |
| 1979年                  | EP             | JAS-1          | A              | Cry Cry Cry                                 | 岡田冨美子                        | 井上忠夫       | 篠原信彦       |
| 1979年                  | EP             | JAS-1          | B              | 悲しきロンリーロード / Long Lonely Road     | Bill Clutch Field                 | 井上忠夫       | 篠原信彦       |
| 1979年                  | EP             | JAS-2          | A              | アットホーム                                | ルイス･M･セリリ Bill Clutch Field | 井上忠夫       | 後藤次利       |
| 1979年                  | EP             | JAS-2          | B              | 愛のテーマ / Dedicated to Erich Fromm       | Bill Clutch Field                 | 井上忠夫       | 後藤次利       |
| 1980年                  | EP             | JAS-5          | A              | Catch The Sun / キャッチ・ザ・サン          | 長谷川みつ美                      | 井上忠夫       | 井上忠夫       |
| 1980年                  | EP             | JAS-5          | B              | SAYONARISM / サヨナリズム                   | 及川恒平                          | 井上忠夫       | 井上忠夫       |
| 1980年                  | EP             | JAS-12         | A              | ああ、君はすべてが新しい                    | 湯川れい子                        | 井上忠夫       | 松井忠重       |
| 1980年                  | EP             | JAS-12         | B              | チェリーピンクとかわいいオリーブ            | 湯川れい子                        | 井上忠夫       | 松井忠重       |
| 井上大輔名義            |                |                |                |                                             |                                   |                |                |
| キングレコード          |                |                |                |                                             |                                   |                |                |
| 1981年7月5日            | EP             | K07S-201       | A              | 哀 戦士                                     | 井荻麟                            | 井上大輔       | 井上大輔       |
| 1998年8月21日           | 8cmCD          | KIDA-2102      | B              | 風にひとりで                                | 井荻麟                            | 井上大輔       | 井上大輔       |
| 1982年2月5日            | EP             | K07S-269       | A              | めぐりあい                                  | 井荻麟 売野雅勇                   | 井上大輔       | 鷺巣詩郎       |
| 1998年8月21日           | 8cmCD          | KIDA-2103      | B              | ビギニング                                  | 井荻麟                            | 井上大輔       | 井上大輔       |
| ジャパンレコード        |                |                |                |                                             |                                   |                |                |
| 1981年10月21日          | EP             | JAS-2015       | A              | 銀河の風                                    | 売野雅勇                          | 井上大輔       | 佐藤準         |
| 1981年10月21日          | EP             | JAS-2015       | B              | Little Tiger                                | 湯川れい子                        | 井上大輔       | 井上大輔       |
| 1982年                  | EP             | JAS-2032       | A              | 家族の神話 / Don't Say Me "Good-Bye Boy"    | 阿久悠                            | 井上大輔       | 井上大輔       |
| 1982年                  | EP             | JAS-2032       | B              | モ・ナ・リ・ザ                              | 阿久悠                            | 井上大輔       | 井上大輔       |
| CBS・ソニー             |                |                |                |                                             |                                   |                |                |
| 1984年6月               | EP             | 07SH-1519      | A              | Stay -去りゆく夏-（Short ver.）             | 売野雅勇                          | 井上大輔       | 井上大輔       |
| 1984年6月               | EP             | 07SH-1519      | B              | A SMALL LOVE SONG ON A CHINESE PIANO        | クリス・モズデル                  | 井上大輔       | 井上大輔       |
| ファンハウス            |                |                |                |                                             |                                   |                |                |
| 1988年                  | EP             | 07FA-5032      | A              | I FEEL COKE                                 | 溝口俊哉 遠崎真一                 | 井上大輔       | 井上鑑         |
| 1988年                  | EP             | 07FA-5032      | B              | DON'T STOP THE CARNIVAL                     | -                                 | 井上大輔       | 井上大輔       |
| 1988年7月1日            | EP             | 07FA-5024      | A              | UP TO YOU                                   | 森田由美                          | 井上大輔       | 井上鑑         |
| 1988年7月1日            | 8cmCD          | 10FD-5024      | B              | ON THE BOX                                  |                                   | 井上大輔       | 井上鑑         |
| 1988年12月1日           | EP             | 07FA-8061      | A              | At The ClubHouse                            | Linda Hennrick                    | 井上大輔       | 三宅純         |
| 1988年12月1日           | 8cmCD          | 10FD-5061      | B              | Let The Good Times Roll                     | Linda Hennrick                    | 井上大輔       | 井上鑑         |
| 1989年3月1日            | 8cmCD          | 10FD-5080      | 1              | SPARKLIN' GIRL                              | 川野康之 森田由美                 | 井上大輔       | 井上大輔       |
| 1989年3月1日            | 8cmCD          | 10FD-5080      | 2              | SWING RAIN                                  | 森田由美                          | 井上大輔       | 井上鑑         |
| 1989年5月1日            | 8cmCD          | 00FD-4007      | 1              | TAKAKO                                      | 康珍化                            | 井上大輔       | 井上鑑         |
| 1989年5月1日            | 8cmCD          | 00FD-4007      | 2              | TO EACH HIS OWN                             | RUMIKO VARNES                     | 井上大輔       | 井上鑑         |
| 1990年5月25日           | 8cmCD          | FHDF-1028      | 1              | 遊びきれない 休めない                       | 土佐太郎 芹口希理子               | 井上大輔       | 井上大輔       |
| 1990年5月25日           | 8cmCD          | FHDF-1028      | 2              | グランド・ニュー・ワールド                  | Linda Hennrick                    | 井上大輔       | 松本晃彦       |
| 1990年7月25日           | 8cmCD          | FHDF-1040      | 1              | I Fall In Love / アイ・フォール・イン・ラヴ |                                   | 井上大輔       |                |
| 1990年7月25日           | 8cmCD          | FHDF-1040      | 2              | Adagio / アダージョ                         |                                   | 井上大輔       |                |
| 1990年11月25日          | 8cmCD          | FHDF-1064      | 1              | 涙よりもMerry Xmas                          | 松井五郎                          | 井上大輔       | 佐藤準         |
| 1990年11月25日          | 8cmCD          | FHDF-1064      | 2              | それぞれのMoonlight Serenade                |                                   | 井上大輔       |                |
| 1991年                  |                | GSS-1096-CP    | 1              | 未来よ君は美しい                            |                                   |                |                |
| 1991年2月16日           | 8cmCD          | FHDF-1084      | 1              | STINGRAY（英語ver.）                        | Michael G.                        | 井上大輔       | 栗原正己       |
| 1991年2月16日           | 8cmCD          | FHDF-1084      | 2              | スティングレー（日本語ver.）                |                                   | 井上大輔       | 栗原正己       |
| 1991年9月1日            | 8cmCD          | FHDF-1114      | 1              | 言葉がヘタだから                            | 一倉宏                            | 井上大輔       | 井上大輔       |
| 1991年9月1日            | 8cmCD          | FHDF-1114      | 2              | ロング・ディスタンス・ホテル                |                                   | 井上大輔       | 井上大輔       |
| 1992年7月25日           | 8cmCD          | FHDF-1204      | 1              | 約束しなくても                              |                                   |                |                |
| 1992年7月25日           | 8cmCD          | FHDF-1204      | 2              | 誰かが君を～パープル・コースト              |                                   |                |                |

### アルバム

#### オリジナル・アルバム
| 発売日           | 規格           | 規格品番       | アルバム |
| 井上忠夫名義     | 井上忠夫名義   | 井上忠夫名義   | 井上忠夫名義 |
| キングレコード   | キングレコード | キングレコード | キングレコード |
| ---------------- | -------------- | -------------- | --- |
| 1976年           | LP             | SKS-2          | 水中花 井上忠夫ファースト A面 1. 水中花（3:12） 2. 雨の風景（2:55） 3. 長い雨（3:04） 4. 履歴書（2:45） 5. 妹ひとり（3:20） 6. 黄昏みたいに暗い朝（3:23） B面 1. 処女花（3:29） 2. 流れ雲（2:40） 3. 踊り子（3:14） 4. 夜曲（3:30） 5. 朝の詩PART1/PART2（4:31） ＜ボーナス・トラック＞ 1. 青春三文オペラ （2:46） 2. われらの時代 (鰯雲篇) （3:20） |
| 1994年6月22日    | CD             | KICS-8049      | 水中花 井上忠夫ファースト A面 1. 水中花（3:12） 2. 雨の風景（2:55） 3. 長い雨（3:04） 4. 履歴書（2:45） 5. 妹ひとり（3:20） 6. 黄昏みたいに暗い朝（3:23） B面 1. 処女花（3:29） 2. 流れ雲（2:40） 3. 踊り子（3:14） 4. 夜曲（3:30） 5. 朝の詩PART1/PART2（4:31） ＜ボーナス・トラック＞ 1. 青春三文オペラ （2:46） 2. われらの時代 (鰯雲篇) （3:20） |
| 2016年6月15日    | CD             | KICS-3381      | 水中花 井上忠夫ファースト A面 1. 水中花（3:12） 2. 雨の風景（2:55） 3. 長い雨（3:04） 4. 履歴書（2:45） 5. 妹ひとり（3:20） 6. 黄昏みたいに暗い朝（3:23） B面 1. 処女花（3:29） 2. 流れ雲（2:40） 3. 踊り子（3:14） 4. 夜曲（3:30） 5. 朝の詩PART1/PART2（4:31） ＜ボーナス・トラック＞ 1. 青春三文オペラ （2:46） 2. われらの時代 (鰯雲篇) （3:20） |
| 1979年           | LP             | SKS-53         | DANCING SHADOWS 1. ビロード色の午後 2. ダンシング・シャドウズ 3. 22色の週末 4. 雨・RAIN 5. クローズ・ユアー・アイズ 6. いとしのアンジェラ 7. Come on! ブルージーンズ・フェロー 8. グレイの朝に |
| 2014年8月27日    | CD             | KICS-8089      | DANCING SHADOWS 1. ビロード色の午後 2. ダンシング・シャドウズ 3. 22色の週末 4. 雨・RAIN 5. クローズ・ユアー・アイズ 6. いとしのアンジェラ 7. Come on! ブルージーンズ・フェロー 8. グレイの朝に |
| 井上大輔名義     |                |                | |
| ジャパンレコード |                |                | |
| 1981年           | LP             | JAL-11         | DAISUKE A面 1. 銀河の風 2. When 3. I Go To Piecies 4. パーリー・スペンサーの日々 5. つのる想い 6. One Day B面 1. She's Not There 2. Little Tiger 3. Lucille 4. 14階の窓から 5. メモリー・フレグランス 6. 涙のウェディング・ベル |
| 1988年11月25日   | CD             | 32JC-380       | DAISUKE A面 1. 銀河の風 2. When 3. I Go To Piecies 4. パーリー・スペンサーの日々 5. つのる想い 6. One Day B面 1. She's Not There 2. Little Tiger 3. Lucille 4. 14階の窓から 5. メモリー・フレグランス 6. 涙のウェディング・ベル |
| 1982年6月25日    | LP             | JAL-1981       | DAISUKE II A面 1. 24th. Street 2. タキシード・ボディ 3. モ・ナ・リ・ザ 4. 家族の神話 (Don't Say Me "Good-bye Boy") 5. ピータ・ガンのテーマ 6. トランジスター・シンフォニー B面 1. めぐりあい 2. ビギニング 3. Free |
| 1988年11月25日   | CD             | 32JC-381       | DAISUKE II A面 1. 24th. Street 2. タキシード・ボディ 3. モ・ナ・リ・ザ 4. 家族の神話 (Don't Say Me "Good-bye Boy") 5. ピータ・ガンのテーマ 6. トランジスター・シンフォニー B面 1. めぐりあい 2. ビギニング 3. Free |
| CBS・ソニー      |                |                | |
| 1984年7月21日    | LP             | 28AH-1724      | FERMENT A面 1. Stay-去りゆく夏 2. マティーニのささやき 3. A Small Love Song On A Chinese Piano 4. 上海異人娼館エロチック チャイナ B面 1. お前を見た最後の夜 2. アレキサンダーの草原 3. シカタノナイヒト 4. 夢幻の一夜 |
| 2015年11月9日    | CD             | DYCL-575       | FERMENT A面 1. Stay-去りゆく夏 2. マティーニのささやき 3. A Small Love Song On A Chinese Piano 4. 上海異人娼館エロチック チャイナ B面 1. お前を見た最後の夜 2. アレキサンダーの草原 3. シカタノナイヒト 4. 夢幻の一夜 |
| ファンハウス     |                |                | |
| 1988年7月25日    | LP             | 28FB-7015      | BLUE 1. Up To You 2. You're The Light 3. I Feel Coke 4. Summer Love 5. Reach Out 6. Let The Good Time Roll 7. I Feel Your Love 8. Blue Sky 9. Woman In Love 10. Hurricane 11. On The Box |
| 1988年7月25日    | CD             | 32FD-7015      | BLUE 1. Up To You 2. You're The Light 3. I Feel Coke 4. Summer Love 5. Reach Out 6. Let The Good Time Roll 7. I Feel Your Love 8. Blue Sky 9. Woman In Love 10. Hurricane 11. On The Box |
| 2013年4月10日    | CD             | MHCL-30051     | BLUE 1. Up To You 2. You're The Light 3. I Feel Coke 4. Summer Love 5. Reach Out 6. Let The Good Time Roll 7. I Feel Your Love 8. Blue Sky 9. Woman In Love 10. Hurricane 11. On The Box |
| 1989年3月1日     | CD             | 32FD-7056      | SAPPHIRE BLUE A面 1. Coast Deamin' 2. Sparklin' Girl 3. Takako 4. Swing Rain 5. Biyo B面 1. At The Clubhouse 2. Fu・Shi・Gi 3. To Each His Own 4. Ocean View 5. Endless Blue |
| 1990年7月31日    | CD             | FHCF-1062      | Blue Diamond 1. I Fall In Love (4:58) 2. URAGIRI (5:05) 3. Long Distance Hotel (5:40) 4. Grand New World (3:51) 5. 遊びきれない 休めない (3:37) 6. 君をのせて (4:33) 7. 夢たちのステージ (5:07) 8. Straight From The Heart (4:11) 9. Adagio (4:26)                                                                                                   |
| 1991年12月1日    | CD             | FHCF-1159      | PINK 1. Sometime (4:29) 2. 言葉がヘタだから (4:02) 3. Same Old Love (4:45) 4. 106°Fの果実 (4:12) 5. Stingray (4:34) 6. 誰かが君を ～Purple Coast～ (5:14) 7. Long Distance Hotel (5:22) 8. 愛の国へ (4:48) 9. Sin & Guilt (4:59) 10. シ・カ・タ・ノ・ナ・イ・ヒ・ト (4:17)                                                                           |

#### セルフカバー・アルバム
| 発売日         | 規格           | 規格品番       | アルバム |
| 井上忠夫名義   | 井上忠夫名義   | 井上忠夫名義   | 井上忠夫名義 |
| キングレコード | キングレコード | キングレコード | キングレコード |
| -------------- | -------------- | -------------- | --- |
| 1977年         | LP             | SKA-179        | TEN YEARS AFTER 〜さらにGSを見つめて〜 ※ ブルー・コメッツ時代の曲のセルフカヴァー・アルバム 1. 青い瞳（2:35） 2. 青い渚（2:17） 3. ブルー ・シャトー（2:37） 4. ウェル・カム・ビートルズ（2:28） 5. マリアの泉（2:54） 6. 北国の二人（2:28） 7. 草原の輝き（2:36） 8. こころの虹（2:26） 9. シャウト・アンド・ブルース・ビート（2:42） 10. ニューヨークの子守唄（3:24） 11. 海辺の石段（2:48） 12. それはキッスで始まった（2:23） |
| 2016年6月15日  | CD             | KICS-3382      | TEN YEARS AFTER 〜さらにGSを見つめて〜 ※ ブルー・コメッツ時代の曲のセルフカヴァー・アルバム 1. 青い瞳（2:35） 2. 青い渚（2:17） 3. ブルー ・シャトー（2:37） 4. ウェル・カム・ビートルズ（2:28） 5. マリアの泉（2:54） 6. 北国の二人（2:28） 7. 草原の輝き（2:36） 8. こころの虹（2:26） 9. シャウト・アンド・ブルース・ビート（2:42） 10. ニューヨークの子守唄（3:24） 11. 海辺の石段（2:48） 12. それはキッスで始まった（2:23） |

#### ライブ・アルバム
| 発売日                 | 規格                   | 規格品番               | アルバム                                                 |
| 井上忠夫5110・BAND名義 | 井上忠夫5110・BAND名義 | 井上忠夫5110・BAND名義 | 井上忠夫5110・BAND名義                                   |
| ジャパンレコード       | ジャパンレコード       | ジャパンレコード       | ジャパンレコード                                         |
| ---------------------- | ---------------------- | ---------------------- | -------------------------------------------------------- |
| 1981年                 | LP                     | JAL-6                  | MOONLIGHT REVIEW ※ 1980年10月7日、新宿厚生年金にて収録。 |

#### 企画アルバム
| 発売日        | レーベル         | 規格 | 規格品番   | アルバム |
| ------------- | ---------------- | ---- | ---------- | --- |
| 1999年3月25日 | テイチクレコード | CD   | TECD-55439 | Reverberation in GUNDAM 機動戦士ガンダム20周年企画として制作された企画アルバム。 「哀・戦士」「めぐりあい」などのセルフリメイク、井荻麟名義で作詞に参加した富野由悠季とのコンビによる新曲とで構成。 声優陣のセリフもフィーチャーされた。 1. プロローグ - ナレーター：池田秀一 2. シャア ロンリーソルジャー 3. セイラ ネイキッドナイフ 4. めぐりあい 5. 哀戦士 6. マチルダ 伝言 - ナレーター：戸田恵子 7. アムロ リフレイン 8. 風にひとりで 9. ララァのテーマ - ピアノ：高橋親子 |

#### ベスト・アルバム
| 発売日         | レーベル       | 規格 | 規格品番  | アルバム                                        |
| -------------- | -------------- | ---- | --------- | ----------------------------------------------- |
| 1981年         | キングレコード | LP   | K28A-203  | 哀 戦士                                         |
| 1982年         | キングレコード | LP   | K28A-292  | 井上大輔ベストアルバム                          |
| 1990年         | ファンハウス   | LP   | FHCF-1087 | ENDLESS BLUE                                    |
| 1995年11月15日 | ファンハウス   | CD   | FHCF-9609 | スーパーベスト2000                              |
| 2000年9月20日  | Sony Records   | CD   | SRCL-4921 | 井上大輔21メモリアルヒッツ ～エヴァーリゾート～ |
| 2016年6月15日  | キングレコード | CD   | KICS-3379 | 井上大輔 主題歌&CMワークス                      |

## 楽曲提供

### あ行
- あいざき進也
  - 「恋のリクエスト」
- 葵 (歌手) ("葵 -168-" 名義)
  - 「秘すれば花」
- 青田浩子
  - 「月の夜 星の朝」
- 秋山絵美
  - 「太陽のアラベスク」
  - 「恋は二度目から…」
  - 「悲しき片思い」
  - 「初めてのサマー」
- アグネス・チャン
  - 「美しい朝がきます」
  - 「恋のシーソー・ゲーム」
  - 「もう泣かさないでね」
- 麻丘めぐみ
  - 「卒業」
- 浅香唯
  - 「瞳にSTORM」
  - 「虹のDreamer」
- 麻倉あきら
  - 「真夜中の虹 〜everlasting love〜」
- 麻生祐未
  - 「ドキュメント」
- 網浜直子
  - 「Mellow Mellow」
- 杏里
  - 「気ままにREFLECTION」
  - 「デ・ジャ・ヴ」（1985年の大塚製薬「ポカリスエット」CMソング：CD化はされていない）
- いいとも青年隊
  - 哀愁サマーステーション
  - 砂に消えたラブレター
- 勇直子
  - 「さよならは落ち込まないで」
- 石川秀美
  - 「スターダスト・トレイン」
- 石黒ケイ
  - 「レイニー・シャドウ」
  - 「I Remember You」サントリー缶ビールCFソング。収録アルバム「You Remember Me」をプロデュース。またフジテレビ「笑っていいとも」出演時、翌日のゲストとして石黒ケイさんを指名。
  - 「ムーンライト・キッス」
- いしだあゆみ
  - 「昨日のおんな」
  - 「止めないで」
- 石塚早織
  - 「禁断のパンセ」
  - 「Silent Tears」
- 石野陽子（現・いしのようこ）
  - 「ロマンティック神楽坂」
- 稲垣潤一
  - 「優しさが瞳（め）にしみる」
- 岩崎良美
  - 「プリテンダー」
- Wink
  - 「愛を奪って 心縛って」（シングル「いつまでも好きでいたくて」C/W曲）
- 上田正樹
  - 「TAKAKO」
- 太田幸希
  - 「本牧イン・ザ・レイン」
  - 「シャドウ・ハンター」
- 太田裕美
  - 「メタモルフォーゼ、ください」
- 大塚たけし
  - 「自由に生きてほしい」
- 大友裕子
  - 「ボヘミアン」（後に葛城ユキもカバーしている）
- 大西結花
  - 「ミモザの奇蹟」
  - 「シャドウハンター」
- 荻野目洋子
  - 「ディセンバー・メモリー」
- 尾崎紀世彦
  - 「哀しみの追跡」
  - 「象牙のナイフ」
  - 「長距離急行」
  - 「サマー・ラブ」
  - 「愛は奇蹟」
  - 「サンシャイン・ラバー」
  - 「マリア」
- アンディ・ラウ(劉徳華)
  - もう一度抱きしめたい

### か行
- 影山ヒロノブ
  - 「光戦隊マスクマン」「愛のソルジャー」（「光戦隊マスクマン」主題歌）
- 柏原芳恵
  - 「二十才のスーブニール」
  - 「笑ってさよなら」
- 菊田知彦
  - 「Beat on Dream on」（「ウルトラマンガイア」エンディングテーマ）
- 岸正之
  - 「FROM A TO HEAVEN」（フロム・エーCMソング）
- キャンディーズ
  - 「若い日のひととき」、「卒業」（上述の麻丘めぐみの楽曲とは同名異曲）、「弱点みせたら駄目よ」
- キララとウララ
  - 「センチ・メタル・ボーイ」
  - 「多感期のフラミンゴ」
- 倉田まり子
  - 「やまがたのうた わたしのまち/ふるさとの径」（山形テレビ（YTS）が1982年に開局10周年を記念して制作した非売品シングル。両面ともたかたかし補作詞（作詞はA面=中川真由美、B面=木内悦子）、井上忠夫作曲、青木望編曲。A面は佳曲）
- 倉沢淳美
  - 「プロフィール」
- クリスタルキング
  - 「パッション・レディ」
  - 「海南風」
- 小泉今日子（“あんみつ姫”名義）
  - 「クライマックス御一緒に」
- 小出広美
  - 「タブー」
  - 「チェンジLOVE」
- 郷ひろみ
  - 「2億4千万の瞳」
- ゴスペラーズ
  - 「ローレライ」
  - 「バードメン」
- 小林清美
  - 「明日を超えて」
- 小柳ルミ子
  - 「ひと雨くれば」
  - 「逢いたくて北国へ」
  - 赤い糸
  - 東京の空の下で

### さ行
- 西城秀樹
  - 「一万光年の愛」
  - 「Blue Sky」
  - 「夏の誘惑」
  - 「夢のように」（『夏の誘惑』カップリング曲）
  - 「SAYYEA',JAN-GO」
  - 「アイムチャンピオン」（『ブルースカイ ブルー』収録曲）
  - 「ターゲット」（『一万光年の愛』収録曲）
  - 「STEPPIN' AWAY -夏の逃避行-」（『ミスティー・ブルー』収録曲）
  - 「海辺の家」（『Blue Sky』収録曲）
  - 「傷だらけのハッピーエンド」（アルバム『Feeling Free』収録曲）
  - 「THE END」（アルバム『Feeling Free』収録曲）
  - 「奪いたい人」（アルバム『エキサイティング秀樹 』収録曲）
  - 「ふたりの秘密」（同上）
- 榊原郁恵
  - 「私の先生」
- 里中茶美
  - 「オリバー」
- 沢田研二
  - 「きめてやる今夜」
  - 「どん底」
- J6
  - 「Destination」（1999年、大江千里作詞、「JRACM曲」、この曲が遺作となる）
- Jeff
  - 「まぼろしの夏」
  - 「恋は燃えている」
  - 「君は遥かなり」
- 鹿内孝
  - 「本牧メルヘン」（1972年。2008年にはジェロがミニアルバム『COVERS』でカバー）
- 志賀真理子
  - 「青い涙」
- シブがき隊
  - 「NAI・NAI 16」
  - 「100%…SOかもね!」
  - 「ZIG ZAG セブンティーン」
  - 「処女的衝撃!（ヴァージンショック）!」
  - 「挑発∞」
  - 「アッパレ! フジヤマ」
  - 「千夜一夜キッス倶楽部」
  - 「君を忘れない」
- 島崎和歌子
  - 「J・Jがいた夏」
- 島田奈美
  - 「春だから」
- 下山公介
  - 裸足のソルジャー
  - 男たちの地図
- ジャッキー吉川とブルー・コメッツ
- 19BOX
  - 「アルバイトブギ」
  - 「キャンディ」
  - 「びっくりスター」
- SWITCH
  - 「満員電車ひとめぼれ」
- 杉浦幸
  - 「4月列車」
- すぎうらよしひろ
  - 「マッハバロン」「眠れマッハバロン」（「スーパーロボット マッハバロン」主題歌）
- 鈴木聖美 with Rats&Star
  - 「TAXI」
- 鈴置洋孝
  - アルバム『ザ・ロンゲスト・ロード・イン・破嵐万丈／鈴置洋孝』 A面全曲（5曲。うち1曲は歌・間嶋里美） ※富野由悠季作詞（“井荻麟”名義）・プロデュース、宮川泰編曲
- ストロベリー・スウィッチブレイド
  - 「エクスタシー」（スバル・レックスCMソング）
- スラップスティック
  - 「潮騒にのせて…」
  - 「バラの贈りもの」
- 仙道敦子
  - 「指先のロンリネス」（2ndアルバム「La Fillette」収録）

### た行
- 田中雅之（田中昌之、exクリスタルキング）
  - 「1000カラットのサマーブロンズ」
- 団しん也
  - 「飛べ！！宇宙のレッドバロン」（スーパーロボット レッドバロン主題歌）
- DEEN
  - 　「雨の六本木」（没後のストック曲）
- テレサ・テン
  - 「夜の乗客」
  - 「アカシアの夢」
  - 「夜のフェリーボート」
  - 「東京夜景」
  - 「香港の夜」
- 敏いとうとハッピー＆ブルー
  - 「恋のキャンドル」
- 殿さまキングス
  - 「殿キンの新東京行進曲」
- 高見沢俊彦
  - 「Night of Rouge」
- トランザム
  - 「地球の仲間」

### な行
- ナタリー（同名の米国人歌手とは別人）
  - 「シャントン・ラ・ムール」（1993年第一興商CMソング）
- 成清加奈子
  - 「ハートのピアス」
- 中森明菜
  - 「Blue Bay Story」
  - 「Little Party」
  - 「Terminal までの Eve」
  - 「星のX'MAS-Berry - A Tender Star」
  - SILENT LOVE(クリスマス・ミニアルバム)収録の全曲
  - URAGIRI - アルバム CRUISE
- 西川弘志
  - 「明日への叫び〜サイバー・ハート〜」
- NOKKO
  - 「アンテナ」
  - 「METALLIC MOTHER」

### は行
- 橋幸夫
  - 「股旅'78」
- 橋本美加子
  - 「薔薇のロマンス」
  - 「水色のスーベニール」
  - 「夏の嵐」
- パティ
  - 「真珠諸島」
- 林寛子
  - 「日暮れどき」
- Valerie Wilson (1980年 キューピーマヨネーズアメリカン　イメージソング）
  - 「Many Dreams」
- フィンガー5
  - 「恋のダイヤル6700」
  - 「学園天国」
- フォーリーブス
  - 「踊り子」
  - 「ハートブレイク急行」
  - 「乾杯グラス」
- 福山雅治
  - 「アクセス」
- プラスチックス
  - 「ウェルカム・プラスチックス」（『ウェルカム・ビートルズ』の替え歌）
- フレンズ
  - 「レモンスカッシュ」
  - 「熱いおくりもの」
- ポピンズ
  - 「妖精ポピンズ」
- BORO
  - 「ネグレスコ・ホテル」

### ま行
- 前川清
  - 「蛍…どこかで」
  - 「フィクションのように」（キリンラガービールCMソング）
- 牧美智子
  - 「くちづけの秋」
- 間嶋里美
  - 「ハッシャバイ」（「無敵鋼人ダイターン3」イメージソング）
- 松居直美
  - 「微妙なとこネ」
- マッドネス
  - 「シティ・イン・シティ (In The City)」（ホンダ・シティCMソング）
- 美空ひばり
  - 「太陽と私」
- 南野陽子
  - 「風のマドリガル」
- 三橋美智也
  - 「金沢ひとり/城下町の女」
- 三原順子
  - 「悲・GEORGE」
- 美保幸代
  - 「恋路」
  - 「さよなら愛」
  - 「夜明けのモーツァルト」
  - 「白いテラスで」
- 森昌子
  - 「恋ひとつ雪景色」

### や行以降
- 矢吹薫
  - 「哀しすぎて…哀しすぎて…」
  - 「時間は止まって」
- 山瀬まみ
  - 「スターライト・セレナーデ」（「機甲戦記ドラグナー」主題歌）
- EUROX
  - ｢ガリアン・ワールド｣　（「機甲界ガリアン」主題歌）
- 由紀さおり
  - 「スイートワルツの流れる川に」
- 由美かおる
  - 「女の糸」
- 吉田栄作
  - 「どうにかなるさ -Chasing My Dream-」
  - 「もしも君じゃなきゃ」
- 芳本美代子
  - 「白いバスケット・シューズ」
  - 「プライベート・レッスン」
- ラッツ&スター
  - 「ランナウェイ」（発売時はシャネルズ名義）
  - 「トゥナイト」（発売時はシャネルズ名義）
  - 「街角トワイライト」（発売時はシャネルズ名義）
  - 「ハリケーン」（発売時はシャネルズ名義）
  - 「涙のスウィート・チェリー」（発売時はシャネルズ名義）
  - 「め組のひと」
  - 「今夜はフィジカル」
  - 「月下美人（ムーンライト・ハニー）」
  - 「グラマーGuy」
- 和田加奈子
  - 「悲しいハートは燃えている」（アニメ「きまぐれオレンジ☆ロード」エンディングテーマ）

### テレビドラマ
- ゴリラ・警視庁捜査第8班（テレビ朝日）
- 土曜ワイド劇場 混浴露天風呂連続殺人シリーズ（朝日放送テレビ）

## ゲーム
- 田代まさしのプリンセスがいっぱい（エピック・ソニー）